# 干禄字書
『干禄字書』（かんろくじしょ）は、中国唐代・7世紀から8世紀にかけての学者の顔元孫が著した、漢字の楷書の字体を整理し、標準字形を提示した字書（漢字辞典）である。字様書の一つ。

## 本書の性質
約800字の漢字を韻目順に並べ、異体字を整理して、正・通・俗の3種類に分類した字書。字によっては正・通あるいは正・俗2種類しか挙げていないものも多い。字体（字形）をまず数種示し、それが正通俗いずれに該当するかの判断を字の後に記している。
筆者の顔元孫の定義によれば、正字として分類されている字体こそが、確実な根拠を持つ由緒正しい字形であり、朝廷の公布文書のような公的な文書や科挙の採点基準にはこれを用いるべきであるとする。いっぽうで、通字は正字に準ずるものとして扱われ、長年習慣的に通用してきた字形であり、通常の業務あるいは私信などで使用する分には差し支えないとした。俗字は、民間で使用されてきた字形で、帳簿や薬の処方箋、メモ程度の日常的・私的な使用は良いが、公的な文書で用いるべきではないとした。

## 執筆の背景
すでに当時、漢字が誕生してから約2000年弱。楷書が誕生してから数百年を経て、おびただしい数の異体字が発生し用いられていたため、それらを整理する必要があったことが背景にある。特に煩雑な字や頻繁に用いる字においては、字の成立過程と無関係に字画が省略されたり、部分が別字に置き換えられたりといった自由な略字・異体字が行われたため、混乱する場合が少なくなかった。そして最も切実な時代の要請として、科挙（官吏登用試験）における用字が統一されず、採点基準が曖昧化していたため、受験生にとって正字と俗字の区別の基準が要求されていたという面があった。書名の「干禄」も『論語』為政篇「子張（顓孫師）、禄を干（）むるを学ぶ」に由来し、官に仕えることを意味する。
すなわち、科挙の答案に用いるのにふさわしい字形について、標準を示すことで、採点基準が明確化されることを期待し（ただし本書は官撰ではなく私撰の書である）、もって正字の規範意識を広めることが目的であった。また顔元孫の祖父の兄でやはり高名な学者であった顔師古が著した『顔氏字様』は干禄字書の先駆となるもので、約600字について正俗の字形を判定した字書である（現在は散佚）が、干禄字書でもこの祖先の労作が参考とされており、『顔氏家訓』で知られる顔之推以来の顔氏一族の字体標準確立に向けた執念も感じられる。

## 内容

### 書式
基本的な書式としては、1つの字についていくつもの字形を記し、その後註釈でその字形が「正」「通」「俗」いずれにあたるかの判断を記す形式となっている。804字の漢字について、1656の字形が提示されている。このように漢字の3要素（形・音・義）のうち、主として形（字体）の整理を主眼とした字書であるため、音（読み）や義（意味）に関する説明は、ほとんど重視されていない。ただしたとえば「俳」と「徘」のように、列挙した類似字形が異体字でなく、違う字であることを説明する場合には、反切や意味が表記されることもある。
たとえば筆頭に記載されている字「聡」について。まず「聡」「聦」「聰」という例字が大きく提示され、その下に小さな註釈で「上中通下正…云々」と続く。これは上と中つまり初めの2つの字（聡・聦）が「通字」で、下すなわち最後の1つ（聰）が「正字」であるということを表す。
このように2～3種類の字体を並べ、どれが「正」でどれが「通」あるいは「俗」かを明記する形式となっている。中にはともに「正」すなわちどちらも公的な使用に足る異体字と認定するものもある。たとえば「謌」と「歌」や「襟」と「衿」、「棲」と「栖」、「烟」と「煙」などは、いずれも「竝正」（ともに正字）とある。
また採録された804字の抽出基準は不明で、必ずしも頻出する字ばかりではなく、逆に常用平易な字であっても記載されていないものも多い。平声・上声・去声・入声の順に並べられている。

### 顔法と通用字形
分類の基準は『顔氏字様』以来の顔氏の伝統に従ったもので、主として先行する字書である『説文解字』や当時流布していた経書などを元に、小篆の字体から類推される楷書字形を正字としていると思われる（ただし理由が明示されていることは少ない）。そのため字によっては、顔元孫の主張する正字体が、必ずしも当時のより一般的に流布していた字体とは一致していないことも少なくない。
しかし、唐代における能書家として名高い甥の顔真卿がこれらの"正字"字形を好んで書し、その独特の書体が「顔法」あるいは「顔体」として広まったため、後に大きな影響を与えた（そのため、書家・漢字研究者の中には顔真卿の書体の是非を巡って極端に評価が分かれる）。顔元孫は、正字だけを用いるべきとは主張していないし、通字・俗字も使用範囲によっては許容していたが、良くも悪くも本書が一つの標準として流布したため、次第に正字が貴ばれ、通字・俗字が忌避される風潮も生じ始める。この流れを汲み、現在日本で用いられる漢字（あるいはいわゆる旧字と呼ばれる漢字）の標準字体も、顔法を受け継いだものが多い（もちろんそうでないものもある）。
いくつか例を挙げると、
- 「能」字の右半分（つくり）は、「ニ」に重なるように「ム」を書いたもの（MJ文字情報MJ003817）が一般的であったが、干禄字書ではこれを通字とし、「ヒ」を上下重ねる字形を正字とした。中国の歴代の字書も「ヒ」を重ねる方を正字としている。中華人民共和国では、「罷」を「罢」（網頭の下に去）と簡化するが、これは、網頭の下の「䏻」の左半分を省き、「去」としたもので、通字の系統に属するものである。一方、「態」の簡化字は「态」であり、「能」自体と「熊」は簡化しないことから、通字の系統に属する簡体字は「罢」のみである。
- 「嵗」「歲」（冠の部分が山か止か）では後者を「正字」としているが、当時一般的な書写では前者の方がよく用いられていた。現在日本では後者系統の「歳」を用いるが、中国の簡体字では前者系統の「岁」が採用されている。
- 「觧」「解」は、当時より広く用いられていた前者を俗とし、後者を正とした。現在では日中とも後者を用いている（例示字体は「角」の真ん中の縦棒が下に突き抜けている(角)）。
- 「挂」「掛」では前者を正、後者を俗字とする。現在一般的には後者の方が頻用される。中国では、1955年の「zh:第一批异体字整理表」で「挂」の字体を採用。
- 「坂」「阪」および「堤」「隄」では前者（土偏）を俗、後者（阜偏）を正とする。現在日本では「阪」は地名・人名以外はあまり使われず、「隄」はほとんど使われない。

など（いずれも文化14年板本（福井大学蔵）による）。

## 後世への影響
顔元孫の字形分類は、その判断基準に賛否もあったが、科挙の答案における用字として一つの標準が形成されたため、多くの受験生が参考にしたと思われ、また甥の顔真卿の名声とともに伝播した。大暦9年（774年）顔真卿は任務先の湖州で干禄字書を自ら書写して石碑にしたが、拓本を取る者が絶えず、すぐに摩耗したため、後世3度彫り直されたといい、人気の程がうかがえる。干禄字書および顔法は、後の康熙字典などにも大きな影響を与え、現在「旧字」と呼ばれている字形（所謂康熙字典体）の中にもかなり残されている（→字体の項を参照）。
また干禄字書は民間で使用（俗用）される文字まで含めた字書であったが、学問的な要請から儒教の基本経典における用字・字体の研究書も求められ、大暦11年（776年）には張参が『五経文字』、中和3年（883年）にはその補足として唐玄度が『九経字様』を著している。